# Bombyliomyia concolor
Bombyliomyia concolor är en tvåvingeart som beskrevs av Engel 1920. Bombyliomyia concolor ingår i släktet Bombyliomyia och familjen parasitflugor. Inga underarter finns listade.